# 東磐井郡
東磐井郡（日语：／ Higashiiwai gun */?）是位於岩手縣南部的一郡。人口10,026人、面積123.15km²（2005年9月1日）。2011年9月26日因無管轄町村而廢止。
廢止前轄有以下1町。
- 藤澤町